# Святослав (линейный корабль, 1845)
«Святослав» — парусный линейный корабль Черноморского флота Российской империи, находившийся в составе флота с 1845 по 1855 год, представитель серии кораблей типа «Султан Махмуд». Во время несения службы по большей части участвовал в практических плаваниях и перевозке войск, а во время Крымской войны принимал участие в обороне Севастополя, где и был затоплен.

## Описание корабля

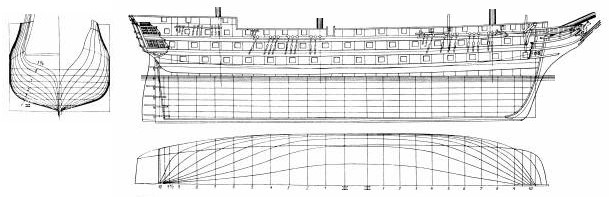
Теоретический чертёж линейного корабля «Силистрия» из фондов ЦГАВМФ

Один из восьми парусных 84-пушечных линейных кораблей типа «Султан Махмуд», строившихся в Николаеве с 1836 по 1845 год. Прототипом серии послужил корабль «Силистрия». Круглая корма этих кораблей повышала прочность корпуса, в его наборе использовались металлические детали, а пеньковые канаты были заменены якорь-цепями. Водоизмещение корабля составляло 3790 тонн, длина между перпендикулярами — 59,7—59,8 метра, длина по гондеку — 60,2 метра, ширина 16,2—16,3 метра, глубина интрюма — 8,1 метра, а осадка — 7,2 метра. Вооружение корабля по сведениям из различных источников составляли от 84 до 94 орудий, из них четыре 68-фунтовые бомбические пушки, от шестидесяти до шестидесяти четырех 36-фунтовых пушек, двадцать 24-фунтовых пушек или пушко-карронад, две 24-фунтовые, восемь 18-фунтовых и одна 12-фунтовая карронада, а также четыре 1-пудовых единорога и четыре 3-фунтовых фальконета. Экипаж корабля состоял из 750 человек.
Корабль был четвёртым из пяти парусных линейных кораблей российского флота, названных этим именем. До этого одноимённые корабли строились в 1769, 1781 и 1809 годах, а также это имя при закладке было дано линейному кораблю «Нарва», спущенному в 1846 году. Все одноимённые корабли несли службу в составе Балтийского флота.

## История службы
Линейный корабль «Святослав» был заложен 16 (28) мая 1843 года на стапеле Спасского адмиралтейства в Николаеве и после спуска на воду 7 (19) декабря 1845 года вошёл в состав Черноморского флота России. Строительство вёл кораблестроитель подполковник Корпуса корабельных инженеров И. С. Дмитриев. В следующем 1846 году корабль перешёл из Николаева в Севастополь.

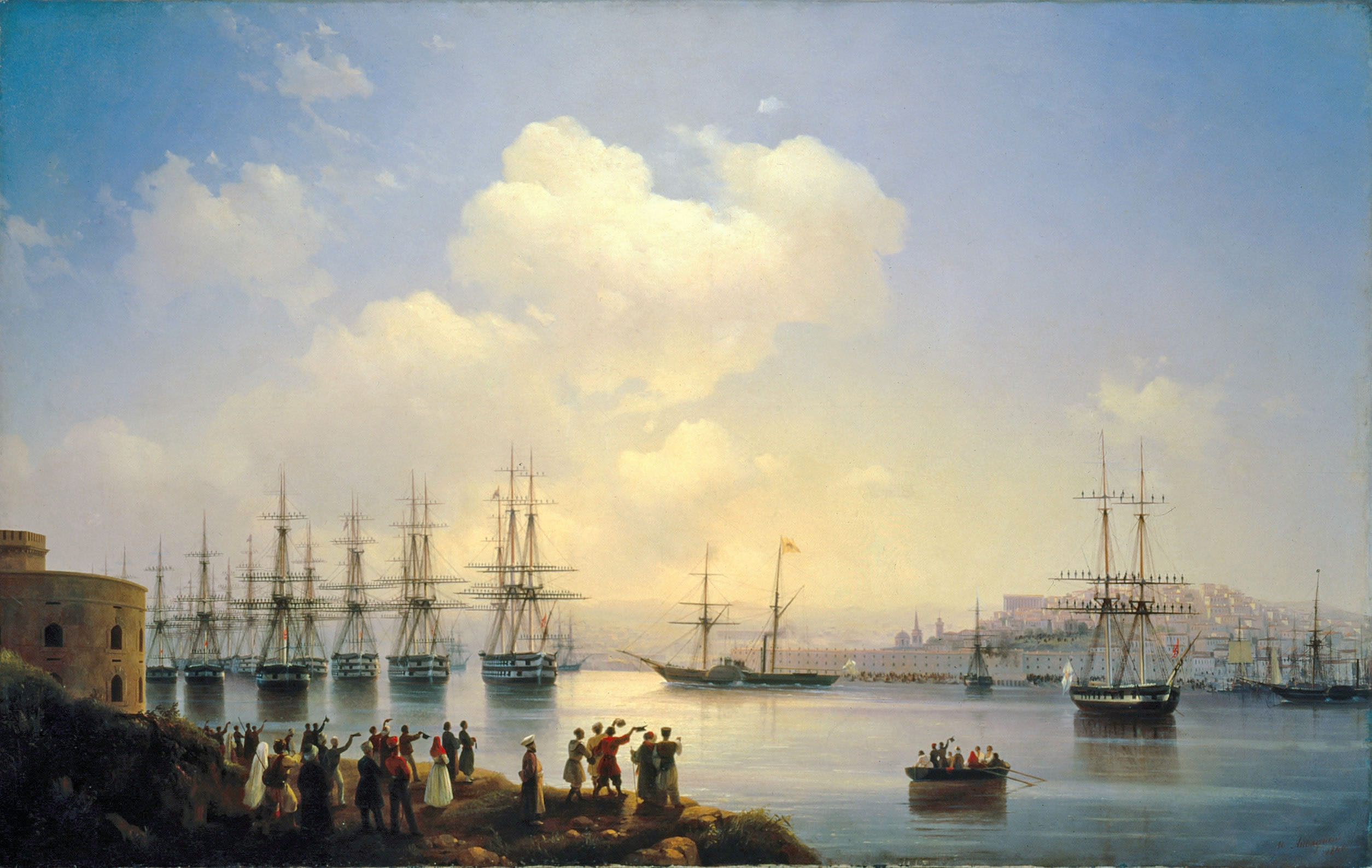
Русская эскадра на Севастопольском рейде. Айвазовский, 1846 год

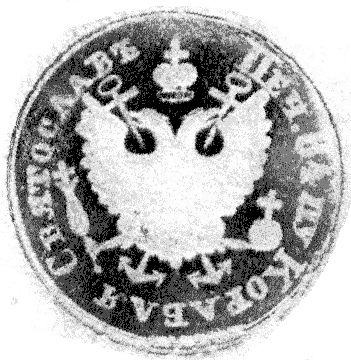
Оттиск печати линейного корабля «Святослав»

В кампании 1847, 1849 и 1852 годов в составе эскадр кораблей Черноморского флота принимал участие в практических плаваниях в Чёрном море. В кампанию следующего 1853 года с мая по август также принимал участие в практическом плавании, в том числе 29 июня (11 июля) принимал участие в учебном сражении, 10 (22) августа — в гонках кораблей, а во время учебной атаки флота на Севастопольский рейд 12 (24) августа находился на стороне атакующих. В кампанию того же года с 17 (29) сентября по 2 (14) октября в составе эскадры вице-адмирала П. С. Нахимова принимал участие а перевозке войск из Севастополя в Сухум-Кале, так на корабле было перевезено 935 солдат и офицеров Литовского полка 13-й дивизии.
Принимал участие в Крымской войне, 29 октября (10 ноября) 1853 года в составе эскадры вице-адмирала В. А. Корнилова принимал участие в поисках турецкого флота сначала у румелийского, а затем у анатолийского берегов. 6 (18) ноября в море был передан в состав эскадры П. С. Нахимова, в составе которой продолжил курсировать вдоль анатолийского берега. С 8 (20) по 10 (22) ноября эскадра выдержала сильный шторм, во время которой корабль потерял фока-рей. В связи с тем, что экипажу не удалось исправить повреждения в море, корабль был отправлен в Севастополь на ремонт. В декабре того же года находился в готовности на Севастопольском рейде. В январе 1854 года силами экипажа на западном берегу Килен-бухты построена 17-орудийная Святославская батарея. Впоследствии корабль корабль был переведён в Южную бухту, а 18 (30) декабря переоборудован под госпиталь. 13 (25) февраля 1855 года госпитальный корабль «Святослав» был затоплен на рейде между Николаевской и Михайловской батареями. После затопления «Святослава», «Ростислава» и «Двенадцати апостолов» в Севастополе остался отряд из шести боеспособных линейных кораблей Черноморского флота, включавший корабли «Чесма», «Великий князь Константин», «Императрица Мария», «Храбрый» «Париж» и «Ягудиил».
После войны при расчистке Севастопольской бухты в 1857 году корпус корабля был взорван. Предположительные координаты затопления 44°37.133′N 33°32.050′.

## Командиры корабля
Командирами корабля «Святослав» в звании капитанов 1-го ранга в разное время служили:
- В. А. Власьев (1847—1852 годы)[13];
- К. А. Леонтьев (1853 год)[14];
- Н. Ф. Юрковский (c 10 (22) февраля 1854 года до 1855 года)[15].